# ジガ・ヴェルトフ
ジガ・ヴェルトフ（ロシア語: Дзига Вертов, ラテン文字転写: Dziga Vertov, 1896年1月2日 / グレゴリオ暦 同年1月15日 - 1954年2月12日）は、ソビエト連邦（現在のロシア）の映画監督である。本名はデニス・アルカジェヴィチ・カウフマン（ロシア語: Денис Аркадьевич Кауфман, ラテン文字転写: Denis Arkad'evich Kaufman）。

## 人物・来歴

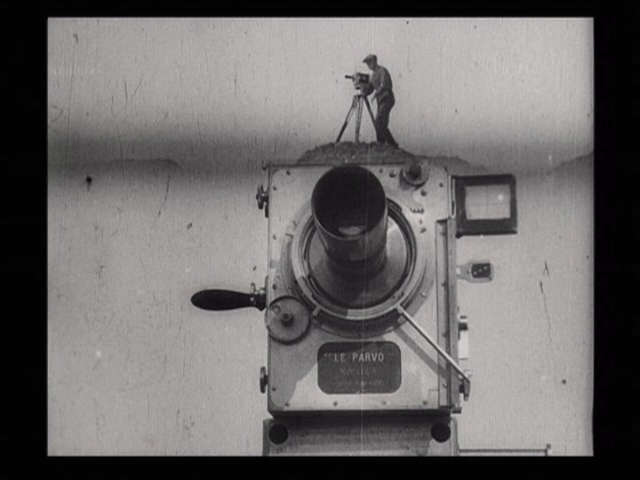
『カメラを持った男』（1929年）

ヴェルトフと、ロバート・フラハティ、ヨリス・イヴェンスはともにドキュメンタリー作品の父と言われる。出生当時ロシア領だったポーランドのビアリストクに、ユダヤ人家庭の三人兄弟の長男として生まれた。ジガ・ヴェルトフはペンネームで、「コマのように回転する人形」を意味する。末弟のボリス・カウフマン（Борис Кауфман）はジャン・ヴィゴ監督『新学期・操行ゼロ』や『アタラント号』、エリア・カザン監督の『波止場』などのカメラマンを務めた。
ニュース映画シリーズ『キノ・プラウダ』の構成・演出で映画界入りし、ドキュメンタリーの演出にも着手。その傍らでマヤコフスキー等のロシア・アヴァンギャルドの芸術家達とも親交を結ぶようになった。幾つかの長編ドキュメンタリーを監督した後に、自らの映画論の集大成とも言うべき『カメラを持った男』（1929年）を監督する。多重露光、ストップモーション、スローモーション、早回し、移動撮影など当時の最先端の撮影技法を多用した先鋭的な作品だった。同作は、1932年（昭和7年）、メトロ・ゴールドウィン・メイヤーの輸入代理店であったヤマニ洋行が『これがロシヤだ』のタイトルで日本で配給、劇場公開している。
『カメラを持った男』によりジガ・ヴェルトフの名前は西欧にも知れるところとなったが、ソビエト政府からは形式主義的との批判を受け映画製作の機会を奪われ、晩年はスターリンによる反ユダヤ政策の影響でニュース映画の編集に従事させられた。
1954年（昭和29年）2月12日、ソビエト連邦の首都モスクワで死去した。満58歳没。
ヴェルトフ没後の1968年（昭和43年）、商業映画から決別したジャン＝リュック・ゴダールがジャン＝ピエール・ゴランらとつくった映画製作グループ「ジガ・ヴェルトフ集団」の名称は、この人物に由来している。

## フィルモグラフィー
- 『レーニンのキノ・プラウダ』Киноправда : 1924年
- 『カメラを持った男』（『これがロシヤだ』） Человек с киноаппаратом : 1929年
- 『ドンバス交響曲』 Симфония Донбасса : 1930年
- 『レーニンの三つの歌』 Три песни о Ленине : 1934年

## 関連事項
- ミハイル・カウフマン （en:Mikhail Kaufman）
- メトロ・ピクチャーズ （en:Metro Pictures）
- 攻殻機動隊 STAND ALONE COMPLEX「私は、私が見える世界を皆に見せるための機械だ」というジガ・ヴェルトフの発言が、引用されている。
- ゴールデン・ジガ賞：ウクライナ映画に授与される賞

## 註
1. 1 2 3 4  Dziga Vertov, インターネット・ムービー・データベース （英語）、2010年6月26日閲覧。
2. ↑  『日露年鑑 昭和八年版』、日露貿易通信社、1933年、p.471.